# Seven de la República Femenino Juvenil 2023
El Seven de la República Femenino Juvenil de 2023 fue la cuarta edición del torneo de rugby 7 de fin de temporada para uniones provinciales afiliadas a la Unión Argentina de Rugby. Se llevó a cabo el 2 y 3 de diciembre de 2023 en La Tortuguita y Yarará, sedes del Paraná Rowing Club, mientras que la final se disputó en El Plumazo, sede de Estudiantes de Paraná.
Por primera vez desde el Seven de la República de 2018, los torneos masculinos y femeninos se disputaron de forma simultánea. El torneo masculino volvió a disputarse íntegramente en El Plumazo, mientras que los torneos femeninos lo hicieron en las sedes del Paraná Rowing Club, a excepción de las finales, las cuales se jugaron en la sede del CAE.
La Unión de Rugby de Tucumán clasificó a la final por cuarta temporada consecutiva, derrotando a la Unión de Rugby de Misiones por 10-7 y consiguiendo su segundo título en la categoría. Las Naranjitas comenzaron el torneo con una derrota 7-5 en el "Clásico del Norte" ante Salta, un rival a quien habían derrotado 31-0 en el clasificatorio regional, antes de clasificar a semifinales por diferencia de tries. En el conjunto tucumano se destacó la participación de Florencia Marín, con cuatro tries, incluyendo uno en la final.

## Equipos participantes
Participaron de esta edición doce equipos: las seis campeones de cada región (Centro, NOA, NEA, Oeste, Pampeana y Patagónica) y las seis uniones no clasificadas con la mayor cantidad de jugadoras juveniles fichadas.
| Equipo       | Unión                                                | Vía de clasificación                             |
| ------------ | ---------------------------------------------------- | ------------------------------------------------ |
| Alto Valle   | Unión de Rugby del Alto Valle de Río Negro y Neuquén | Campeón del Torneo Regional Patagónico.          |
| Austral      | Unión de Rugby Austral                               | Cantidad de fichajes.                            |
| Buenos Aires | Unión de Rugby de Buenos Aires                       | Campeón del Torneo Regional Pampeano.            |
| Córdoba      | Unión Cordobesa de Rugby                             | Campeón del Torneo Regional Centro.              |
| Cuyo         | Unión de Rugby de Cuyo                               | Campeón del Torneo Regional Oeste.               |
| Entre Ríos   | Unión Entrerriana de Rugby                           | Cantidad de fichajes.                            |
| Entre Ríos B | Unión Entrerriana de Rugby                           | Invitado (reemplaza a la Unión Andina de Rugby). |
| Formosa      | Unión de Rugby de Formosa                            | Cantidad de fichajes.                            |
| Misiones     | Unión de Rugby de Misiones                           | Campeón del Torneo Regional NEA.                 |
| Rosario      | Unión de Rugby de Rosario                            | Cantidad de fichajes.                            |
| Salta        | Unión de Rugby de Salta                              | Cantidad de fichajes.                            |
| Tucumán      | Unión de Rugby de Tucumán                            | Campeón del Torneo Regional NOA.                 |

Originalmente, el seleccionado de la Unión Andina de Rugby había clasificado al torneo como una de las seis uniones no clasificadas con la mayor cantidad de jugadoras fichadas en la categoría, pero debido su ausencia fue reemplazado por un segundo seleccionado proveniente de la Unión Entrerriana de Rugby (Entre Ríos B).

## Fase de grupos

### Zona 1
| Pos. | Equipos      | Partidos | Partidos | Partidos | Tantos | Tantos | Tantos | Pts. |
| Pos. | Equipos      | G        | E        | P        | PF     | PC     | DP     | Pts. |
| ---- | ------------ | -------- | -------- | -------- | ------ | ------ | ------ | ---- |
| 1.°  | Cuyo         | 2        | 0        | 0        | 44     | 0      | +44    | 4    |
| 2.°  | Buenos Aires | 1        | 0        | 1        | 21     | 27     | -6     | 2    |
| 3.°  | Entre Ríos   | 0        | 0        | 2        | 10     | 48     | -38    | 0    |

|  | Semifinales 1.° al 4.° puesto.  |
|  | Semifinales 5.° al 8.° puesto.  |
|  | Semifinales 9.° al 12.° puesto. |

| 2 de diciembre | Buenos Aires | 21 - 10 | Entre Ríos | Paraná Rowing Club, Paraná |  |
|                |              | Reporte |            |                            |  |

| 2 de diciembre | Cuyo | 27 - 0  | Entre Ríos | Paraná Rowing Club, Paraná |  |
|                |      | Reporte |            |                            |  |

| 2 de diciembre | Buenos Aires | 0 - 17  | Cuyo | Paraná Rowing Club, Paraná |  |
|                |              | Reporte |      |                            |  |

### Zona 2
| Pos. | Equipos | Partidos | Partidos | Partidos | Tantos | Tantos | Tantos | Pts. |
| Pos. | Equipos | G        | E        | P        | PF     | PC     | DP     | Pts. |
| ---- | ------- | -------- | -------- | -------- | ------ | ------ | ------ | ---- |
| 1.°  | Tucumán | 1        | 0        | 1        | 17     | 7      | +10    | 2    |
| 2.°  | Salta   | 1        | 0        | 1        | 12     | 12     | +0     | 2    |
| 3.°  | Austral | 1        | 0        | 1        | 7      | 17     | -10    | 2    |

|  | Semifinales 1.° al 4.° puesto.  |
|  | Semifinales 5.° al 8.° puesto.  |
|  | Semifinales 9.° al 12.° puesto. |

| 2 de diciembre | Tucumán | 5 - 7   | Salta | Paraná Rowing Club, Paraná |  |
|                |         | Reporte |       |                            |  |

| 2 de diciembre | Austral | 7 - 5   | Salta | Paraná Rowing Club, Paraná |  |
|                |         | Reporte |       |                            |  |

| 2 de diciembre | Tucumán | 12 - 0  | Austral | Paraná Rowing Club, Paraná |  |
|                |         | Reporte |         |                            |  |

### Zona 3
| Pos. | Equipos      | Partidos | Partidos | Partidos | Tantos | Tantos | Tantos | Pts. |
| Pos. | Equipos      | G        | E        | P        | PF     | PC     | DP     | Pts. |
| ---- | ------------ | -------- | -------- | -------- | ------ | ------ | ------ | ---- |
| 1.°  | Córdoba      | 2        | 0        | 0        | 84     | 0      | +84    | 4    |
| 2.°  | Alto Valle   | 1        | 0        | 1        | 46     | 32     | +14    | 2    |
| 3.°  | Entre Ríos B | 0        | 0        | 2        | 0      | 98     | -98    | 0    |

|  | Semifinales 1.° al 4.° puesto.  |
|  | Semifinales 5.° al 8.° puesto.  |
|  | Semifinales 9.° al 12.° puesto. |

| 2 de diciembre | Córdoba | 52 - 0  | Entre Ríos B | Paraná Rowing Club, Paraná |  |
|                |         | Reporte |              |                            |  |

| 2 de diciembre | Alto Valle | 46 - 0  | Entre Ríos B | Paraná Rowing Club, Paraná |  |
|                |            | Reporte |              |                            |  |

| 2 de diciembre | Córdoba | 32 - 0  | Alto Valle | Paraná Rowing Club, Paraná |  |
|                |         | Reporte |            |                            |  |

### Zona 4
| Pos. | Equipos  | Partidos | Partidos | Partidos | Tantos | Tantos | Tantos | Pts. |
| Pos. | Equipos  | G        | E        | P        | PF     | PC     | DP     | Pts. |
| ---- | -------- | -------- | -------- | -------- | ------ | ------ | ------ | ---- |
| 1.°  | Misiones | 2        | 0        | 0        | 69     | 0      | +69    | 4    |
| 2.°  | Rosario  | 1        | 0        | 1        | 17     | 31     | -14    | 2    |
| 3.°  | Formosa  | 0        | 0        | 2        | 7      | 62     | -55    | 0    |

|  | Semifinales 1.° al 4.° puesto.  |
|  | Semifinales 5.° al 8.° puesto.  |
|  | Semifinales 9.° al 12.° puesto. |

| 2 de diciembre | Misiones | 24 - 0  | Rosario | Paraná Rowing Club, Paraná |  |
|                |          | Reporte |         |                            |  |

| 2 de diciembre | Formosa | 7 - 17  | Rosario | Paraná Rowing Club, Paraná |  |
|                |         | Reporte |         |                            |  |

| 2 de diciembre | Misiones | 45 - 0  | Formosa | Paraná Rowing Club, Paraná |  |
|                |          | Reporte |         |                            |  |

## Fase final

### 1.º al 4.º puesto
|  | Semifinales | Semifinales | Semifinales |          |         | Final            | Final            | Final            |  |
|  |             |             |             |          |         |                  |                  |                  |  |
|  |             |             |             |          |         |                  |                  |                  |  |
|  | 2           | Tucumán     | 17          |          |         |                  |                  |                  |  |
|  | 2           | Tucumán     | 17          |          |         |                  |                  |                  |  |
|  | 3           | Córdoba     | 10          |          |         |                  |                  |                  |  |
|  | 3           | Córdoba     | 10          |          | Tucumán | Tucumán          | 10               |                  |  |
|  |             |             |             |          | Tucumán | Tucumán          | 10               |                  |  |
|  |             |             | Misiones    | Misiones | 7       |                  |                  |                  |  |
|  | 1           | Cuyo        | Misiones    | Misiones | 7       | 0                |                  |                  |  |
|  | 1           | Cuyo        |             |          |         | 0                |                  |                  |  |
|  | 4           | Misiones    | 24          |          |         | Final 3.º puesto | Final 3.º puesto | Final 3.º puesto |  |
|  | 4           | Misiones    | 24          |          |         | Final 3.º puesto | Final 3.º puesto | Final 3.º puesto |  |
|  |             |             |             |          |         |                  |                  |                  |  |
|  |             |             |             |          |         | Córdoba          | Córdoba          | 17               |  |
|  |             |             |             |          |         | Córdoba          | Córdoba          | 17               |  |
|  |             |             |             |          |         | Cuyo             | Cuyo             | 7                |  |
|  |             |             |             |          |         | Cuyo             | Cuyo             | 7                |  |
|  |             |             |             |          |         |                  |                  |                  |  |

### 5.º al 8.º puesto
|  | Semifinales | Semifinales  | Semifinales  |              |            | Final 5.º puesto | Final 5.º puesto | Final 5.º puesto |  |
|  |             |              |              |              |            |                  |                  |                  |  |
|  |             |              |              |              |            |                  |                  |                  |  |
|  | 2           | Salta        | 7            |              |            |                  |                  |                  |  |
|  | 2           | Salta        | 7            |              |            |                  |                  |                  |  |
|  | 3           | Alto Valle   | 15           |              |            |                  |                  |                  |  |
|  | 3           | Alto Valle   | 15           |              | Alto Valle | Alto Valle       | 10               |                  |  |
|  |             |              |              |              | Alto Valle | Alto Valle       | 10               |                  |  |
|  |             |              | Buenos Aires | Buenos Aires | 21         |                  |                  |                  |  |
|  | 1           | Buenos Aires | Buenos Aires | Buenos Aires | 21         | 19               |                  |                  |  |
|  | 1           | Buenos Aires |              |              |            | 19               |                  |                  |  |
|  | 4           | Rosario      | 5            |              |            | Final 7.º puesto | Final 7.º puesto | Final 7.º puesto |  |
|  | 4           | Rosario      | 5            |              |            | Final 7.º puesto | Final 7.º puesto | Final 7.º puesto |  |
|  |             |              |              |              |            |                  |                  |                  |  |
|  |             |              |              |              |            | Salta            | Salta            | 10               |  |
|  |             |              |              |              |            | Salta            | Salta            | 10               |  |
|  |             |              |              |              |            | Rosario          | Rosario          | 14               |  |
|  |             |              |              |              |            | Rosario          | Rosario          | 14               |  |
|  |             |              |              |              |            |                  |                  |                  |  |

### 9.º al 12.º puesto
|  | Semifinales | Semifinales  | Semifinales |            |         | Final 9.º puesto  | Final 9.º puesto  | Final 9.º puesto  |  |
|  |             |              |             |            |         |                   |                   |                   |  |
|  |             |              |             |            |         |                   |                   |                   |  |
|  | 2           | Austral      | 31          |            |         |                   |                   |                   |  |
|  | 2           | Austral      | 31          |            |         |                   |                   |                   |  |
|  | 3           | Entre Ríos B | 0           |            |         |                   |                   |                   |  |
|  | 3           | Entre Ríos B | 0           |            | Austral | Austral           | 0                 |                   |  |
|  |             |              |             |            | Austral | Austral           | 0                 |                   |  |
|  |             |              | Entre Ríos  | Entre Ríos | 25      |                   |                   |                   |  |
|  | 1           | Entre Ríos   | Entre Ríos  | Entre Ríos | 25      | 22                |                   |                   |  |
|  | 1           | Entre Ríos   |             |            |         | 22                |                   |                   |  |
|  | 4           | Formosa      | 0           |            |         | Final 11.º puesto | Final 11.º puesto | Final 11.º puesto |  |
|  | 4           | Formosa      | 0           |            |         | Final 11.º puesto | Final 11.º puesto | Final 11.º puesto |  |
|  |             |              |             |            |         |                   |                   |                   |  |
|  |             |              |             |            |         | Entre Ríos B      | Entre Ríos B      | 0                 |  |
|  |             |              |             |            |         | Entre Ríos B      | Entre Ríos B      | 0                 |  |
|  |             |              |             |            |         | Formosa           | Formosa           | 42                |  |
|  |             |              |             |            |         | Formosa           | Formosa           | 42                |  |
|  |             |              |             |            |         |                   |                   |                   |  |

## Tabla de posiciones
Las posiciones finales al terminar el campeonato:
| 1.°  | Tucumán      | 3 | 0 | 1 | 44  | 24  | +20  |
| 2.°  | Misiones     | 3 | 0 | 1 | 100 | 10  | +90  |
| 3.°  | Córdoba      | 3 | 0 | 1 | 111 | 24  | +87  |
| 4.°  | Cuyo         | 2 | 0 | 2 | 51  | 41  | +10  |
| 5.°  | Buenos Aires | 3 | 0 | 1 | 61  | 42  | +19  |
| 6.°  | Alto Valle   | 2 | 0 | 2 | 71  | 60  | +11  |
| 7.°  | Rosario      | 2 | 0 | 2 | 36  | 60  | -24  |
| 8.°  | Salta        | 1 | 0 | 3 | 29  | 41  | -12  |
| 9.°  | Entre Ríos   | 2 | 0 | 2 | 57  | 48  | +9   |
| 10.° | Austral      | 2 | 0 | 2 | 38  | 42  | -4   |
| 11.° | Formosa      | 1 | 0 | 3 | 49  | 84  | -35  |
| 12.° | Entre Ríos B | 0 | 0 | 4 | 0   | 171 | -171 |

| Bandera de la Provincia de Tucumán |
| Tucumán Campeón                    |
| Segundo título                     |